# Sanford (Míchigan)
Sanford es una villa ubicada en el condado de Midland en el estado estadounidense de Míchigan. En el Censo de 2010 tenía una población de 859 habitantes y una densidad poblacional de 214,25 personas por km².

## Geografía
Sanford se encuentra ubicada en las coordenadas 43°40′41″N 84°23′8″O / 43.67806, -84.38556. Según la Oficina del Censo de los Estados Unidos, Sanford tiene una superficie total de 4.01 km², de la cual 3.29 km² corresponden a tierra firme y (17.83%) 0.71 km² es agua.

## Demografía
Según el censo de 2010, había 859 personas residiendo en Sanford. La densidad de población era de 214,25 hab./km². De los 859 habitantes, Sanford estaba compuesto por el 97.56% blancos, el 0.12% eran afroamericanos, el 0.58% eran amerindios, el 0.7% eran asiáticos, el 0% eran isleños del Pacífico, el 0.47% eran de otras razas y el 0.58% pertenecían a dos o más razas. Del total de la población el 2.56% eran hispanos o latinos de cualquier raza.